# Влад IV Монах
Влад IV Монах (рум. Vlad Călugărul; ок. 1425 — 1495) — господарь Валахии из династии Басараб-Дракулешти (1481, 1482—1495). Сын валашского господаря Влада ІІ Дракула и младший брат Влада ІІІ Цепеша.
В сентябре 1481 года Влад Монах был посажен на валашский престол молдавским господарем Стефаном Великим, который изгнал прежнего валашского господаря Басараба IV Цепелюша, ставленника Турции. В ноябре 1481 года Басараб IV Цепелюш смог вернуть себе господарский престол, изгнав своего соперника Влада Монаха.
В апреле 1482 года валашский господарь Басараб IV Цепелюш был убит своими боярами. При поддержке Турции Влад Монах вторично занял валашский господарский престол. Всецело подчинил свою политику интересам Порты. В его правление турецкий султан Баязид II Святой узаконил за собой право утверждения господаря Валахии. Для господаря стало правилом сопровождать османские войска во время их военных походов. Влад Монах должен был участвовать со своими отрядами и в походах против Молдавского княжества.
Его сыновьями были валашские господари Раду IV Великий (1495—1508) и Влад Тынэр (Молодой; 1510—1512).
| Правители Княжества Валахия        |                                        |                                                    |
| Предшественник: Басараб IV Цепелюш | Господарь Валахии 1481—1481, 1482—1495 | Преемник: 1. Басараб IV Цепелюш 2. Раду IV Великий |